# Slåttjärnen (Bräcke socken, Jämtland, 695943-147554)
Slåttjärnen är en sjö i Bräcke kommun i Jämtland och ingår i Ljungans huvudavrinningsområde.